# Дёгтев, Анатолий Васильевич
Анатолий Васильевич Дёгтев — советский хозяйственный, государственный и политический деятель.

## Биография
Родился в 1928 году в Сердобск. Член КПСС.
С 1945 года — на хозяйственной, общественной и политической работе. В 1945—1997 гг. — механизатор, инженер-механик автомобильного транспорта при строительстве промышленных объектов, участник строительства Саратовской ГЭС, первый секретарь Балаковского горкома КПСС, заместитель генерального директора по быту объединения «Химволокно».
Делегат XXIV съезда КПСС.
Живёт в Балаково.